# Митин, Владимир Александрович
Влади́мир Алекса́ндрович Ми́тин (род. 1937) — советский трековый велогонщик, выступал за сборную СССР в середине 1950-х годов. Участвовал в летних Олимпийских играх 1956 года в Мельбурне, где в программе командной гонки преследования дошёл до стадии четвертьфиналов. Мастер спорта СССР международного класса.

## Биография
Родился в 1937 году.
Активно заниматься трековым велоспортом начал в раннем детстве, неоднократно был призёром всесоюзных и всероссийских первенств. Мастер спорта СССР (1955). Выступал за общество «Буревестник» (Киев).
Благодаря череде удачных выступлений удостоился права защищать честь страны на летних Олимпийских играх 1956 года в Мельбурне, вместе с товарищами по команде Эдуардом Гусевым, Виктором Ильиным и Родиславом Чижиковым дошёл в программе командной гонки преследования до стадии четвертьфиналов, где уступил команде из Великобритании. За выдающиеся спортивные достижения удостоен почётного звания «Мастер спорта СССР международного класса».